# Iain Roberts
Iain Roberts (* 16. Mai 1979 in Lichfield) ist ein neuseeländischer Skeletonfahrer.
Iain Roberts begann 2003 mit Skeleton und gehört seit dem folgenden Jahr zum Nationalkader Neuseelands. Er lebt in Edinburgh und wird von Bruce Sandford und John Scott trainiert. Sein erstes internationales Rennen machte der für Neuseeland startende Brite im Januar 2004 bei einem Skeleton-Weltcup-Rennen in Lillehammer, das er als 38. beendete. Schon einen Monat später startete er in Königssee bei seiner ersten Skeleton-Weltmeisterschaft und belegte Rang 33. In der folgenden Saison wurde er vor allem im Skeleton-Europacup und im Skeleton-America’s-Cup eingesetzt. In Lake Placid erreichte er als Achter sein erstes Ergebnis unter den besten Zehn. Bei der Universiade 2005 in Igls kam er auf den 17. Platz. Im Januar 2006 konnte Roberts als 30. in St. Moritz seinen ersten Weltcup-Punkt gewinnen. In der Saison 2006/07 erreichte er mit Rang 27 in Calgary seine bislang beste Platzierung. Die folgende Saison begann er im Europa-Cup, anschließend fuhr er im neu geschaffenen Skeleton-Intercontinentalcup (Rang zehn in der Gesamtwertung) und im America’s Cup, wo Roberts mit Platz zwei in Calgary sein bisher bestes Ergebnis erreichte. Roberts ist derzeit Doktorand im Fachbereich Astrophysik.